# Upon This Dawning
Upon this Dawning est un groupe de metalcore italien, originaire de Brescia. Ils comptent au total trois albums studio, dont le dernier, We Are All Sinners est sorti en avril 2014, et un EP.

## Biographie
Le groupe est formé en 2006, à Brescia, en Italie. Ils publient leur premier EP, Count the Seconds Before Your Last Breath avec Slake-less Heart Records en 2007. Ils publient leur premier album, On Your Glory We Build Our Empire, en août 2009. À cette époque, le groupe a encore une sonorité emo et screamo rappelant les groupes de l'époque comme Alesana. Leur popularité est due aux concerts avec des groupes comme Asking Alexandria, Underoath, Motionless in White, Blessthefall, Pierce the Veil, More Than a Thousand, Adam Kills Eve, Dance Gavin Dance, and In Fear and Faith - the American, mais également grâce au label The Artery Foundation.
Le groupe tourne plusieurs fois en Italie entre le 7 mars 2009 et le 30 mai 2009, puis entre le 29 janvier 2011 et le 28 mai 2011. En 2010, Matteo Bertizzolo et Nicola Giachellich quittent Upon this Dawning, et sont remplacés par Giani Molinari et Carlo Todeschini. Entretemps, le groupe joue à Munich, en Allemagne, avec His Statue Falls.
Leur deuxième album, To Keep Us Safe, est publié le 23 octobre 2012 au label Fearless Records. L'album fait participer Chris Motionless, et comprend une reprise de la chanson Call Me Maybe de Carly Rae Jepsen. Le groupe tourne encore plus après sa signature avec Fearless Records. Ils jouent en ouverture pour For the Fallen Dreams, Alesana, The Color Morale, et Chunk! No, Captain Chunk!. En juin 2013, Giani Molinari quitte Upon This Dawning en même temps que Luca Orio, Carlo Todeschini, et Andrea Moserle. Giani est remplacé par Dani Nelli, et Luca est remplacé par Gabriele Magrini, qui est ensuite remplacé par Chris Deets en 2014. Deets quitte subitement le groupe en avril 2015, il sera remplacé au pied levé par Dorian Mansiaux pour assurer les deux dernières tournées américaines du groupe (The IX Lives Tour d'Ice Nine Kills / We Are All Siners Tour).
Entre le 22 novembre 2013 et le 11 décembre 2013, le groupe joue avec Shoot the Girl First en ouverture pour The Browning à travers l'Europe. Ils jouent au Royaume-Uni, en Suisse, aux Pays-Bas, en Italie, en Belgique, en Autriche et en Allemagne. Le 11 février 2014, Upon this Dawning annonce son départ de Fearless Records and instead, signed to Artery Recordings. The band announced their third studio album, We Are All Sinners, qui est publié le 29 avril 2014.

## Membres

### Membres actuels
- Matteo « Teo » Botticini - guitare rythmique, chant (depuis 2006), guitare solo (depuis 2014)
- Matteo « Matt » Leone - basse (depuis 2006), claviers, synthétiseur, programmation (depuis 2014)
- Danielle Nelli - screaming (depuis 2013)
- Giovanni Cilio - batterie (depuis 2015)

### Anciens membres
- Matteo Bertizzolo - screaming (2006–2010)
- Nicola Giachellich - guitare solo, chant (2006–2010)
- Gianluca « Giani » Molinari - chant (2010–2013), basse (2006–2010)
- Luca « Accio » Orio -batterie (2006–2013)
- Carlo Todeschini -guitare solo (2010–2014)
- Andrea Moserle -synthétiseur, programmation (2010–2014)
- Gabriele Magrini - batterie (2013–2014)
- Chris Deets - batterie (2014–2015)
- Dorian Mansiaux - (2015, The IX Lives Tour d'Ice Nine Kills / We Are All Siners Tour)

## Discographie

### Albums studio
- 2009 : On Your Glory We Build Our Empire
- 2012 : To Keep Us Safe
- 2014 : We Are All Sinners

### EP
- 2007 : Count the Seconds Before Your Last Breath